# شاهین (ترازو)
- شاهین در یک ترازوی مکانیکی دو کفه‌ای، به نشانی «"فلِش مانند»" گفته می‌شود که در پشت دو زبانهً متصل به کفه‌ها (هر یک از زبانه‌ها به‌طور مجزّا متصل به یک کفه‌اند) قرار دارد، که در صورت اختلاف وزن دو کفه، اختلاف سطح پیدا می‌کنند و در صورت هموزنی دو کفه، روبروی هم قرار می‌گیرند. بطوریکه، در دو حالت اختلاف وزن یا توازن دو کفه، شاهین ترازو نمایانگر این اختلاف یا توازن است.

- شاهین در ترازوهای ایستاده، که دو کفه با زنجیر یا مانند آن به میله‌ای الّاکلنگی شکل متصّل اند، شاهین به آلتی گفته می‌شود که عقربه بر روی آن می‌غلطد.

- شاهین در ترازوهای فنری بدون کفه، زبانه‌ای که بر روی درجات قرار می‌گیرد و وزن را مشخّص می‌کند،

شاهین نامیده می‌شود.
- شاهین در ترازوهای عقربه ایِ درجه دار و در ترازوهای دیجیتالی، شاهین همان صفحهً نمایش است.